# 내 친구 천사
《내 친구 천사》는 1990년 1월 1일 MBC에서 방영된 신년 특집 드라마다.

## 줄거리
김명구는 대학 졸업 후 하는 일없이 빈둥빈둥 거리며 하루을 보내며 백수 생활을 한다. 이를 보다못한 아버지는 공장을 하는 외삼촌에게 보내기로하고 마지막 셈으로 용돈을 듬뿍준다. 신이 난 명구는 흥청망정 돈을 물쓰듯 막쓴다. 이때 갑자기 꼬마 천사가 나타나 명구의 나쁜습관을 하나하나 지적해주고 고쳐나가며 바람처럼 사라진다.

## 등장 인물
- 홍학표 - 김명구 역
- 김민정 - 꼬마 천사 역
- 박상조 - 명구 외삼촌 역
- 주희 - 옥자 역
- 박현숙 - 은미 역
- 신신애 - 금주 역
- 홍성민 - 명구 아버지 역
- 김석옥 - 명구 어머니 역
- 박성미 - 명구 여동생 역
- 이영자
- 조정순
- 정미경 - 미스 정 역
- 박경현 - 박 과장 역
- 신국 - 최 부장 역
- 지계순 - 옥자 할머니 역
- 홍민우 - 경비원 역
- 이숙
- 강미
- 이원재 - 옥자 오빠 역
- 김길호 - 회장(은미 아버지) 역
- 김복희
- 이주실
- 김명희
- 윤철형
- 정인석
- 이상철
- 맹찬재
- 이은실
- 문수인
- 박재영
- 양은민
- 정경희
- 신혜정
- 박근영
- 박은하
- 하용란